# Edoardo Severgnini
Edoardo Severgnini (* 13. Mai 1904 in Mailand; † 6. Februar 1969 ebenda) war ein italienischer Bahnradsportler.
Edoardo Severgnini war einer der stärksten Bahnradsportler Italiens in den 1930er Jahren. Noch als Amateur wurde er 1927 und 1928 italienischer Meister im Sprint und startete 1928 bei den Olympischen Spielen in Amsterdam im Sprint, konnte sich aber nicht platzieren. Anschließend wurde er Profi und verlegte sich hauptsächlich auf Steherrennen. In dieser Disziplin wurde er fünfmal italienischer Meister. Bei den UCI-Bahn-Weltmeisterschaften 1934 in Leipzig belegte er Platz drei bei den Profi-Stehern, hinter den Deutschen Erich Metze und Paul Krewer. 1938 wurde er erneut Dritter bei der Bahn-WM in Amsterdam, wiederum hinter zwei Deutschen, Metze und Walter Lohmann.
Severgnini fuhr auch 13 Sechstagerennen und gewann 1932 das von Philadelphia zusammen mit dem US-Amerikaner Willie Grimm.